# Национальная премия «Имперская культура» имени Эдуарда Володина
Национальная премия «Имперская культура» имени Эдуарда Володина (первоначально «Новая русская книга») — литературная премия, присуждаемая раз в году российским или зарубежным авторам по нескольким направлениям. Премия присуждается деятелям культуры и науки, внесшим неоценимый вклад в возрождение русской культуры как в России, так и за рубежом. Слово «имперская» в названии подразумевает всё многообразие российской культуры. Премия вручается ежегодно 19 января, на Крещение Господне, в конференц-зале Союза писателей России.
Премия учреждена в 1999 году. С 2002 года она носит имя русского философа, публициста и общественного деятеля Эдуарда Володина.

## Учредители
Учредители — Союз писателей России, Литфонд России, редакция журнала «Новые книги России», Фонд святителя Иоанна Златоуста, издательство «Ихтиос».

## Номинации
«Поэзия», «Проза», «Драматургия», «Публицистика», «Политическая публицистика», «Литературоведение», «Критика», «Славянское братство», «Наука», «События. Подвиги. Люди», «История», «Музыкальное искусство», «Изобразительное искусство», «Справочная литература», «Душеполезное чтение», «Детская книга». Специальные дипломы Союза писателей России.

## Лауреаты
2000 год
«Поэзия (лирика)»
Юрий Орябинский (Оренбург) за книгу «К родному тянется душа».
«Поэзия (поэма)»
Александр Горелов (г. Санкт-Петербург) за книгу «Сын новгородский».
«Проза (роман)»
Николай Корсунов (Уральск) за книгу «Высшая мера».
«Проза (Повести и рассказ)»
Надежда Веселовская (Москва) за книгу «Союз любви».
«Литературоведение»
Ольга Сорокина (Калифорния, США) за книгу рассказов «Московиана. Жизнь и творчество Ивана Шмелева».
«Публицистика»
Николай Коняев (Санкт-Петербург) за книгу «Люди против нелюди».
«Критика»
Михаил Петров (Тверь) за книгу «На пустыре».
«История»
профессор Борис Тарасов (г. Королёв, Московская область) за книгу «Николай Первый и его время» (в двух томах).
«Краеведение»
Дмитрий Сивцев (якутский народный писатель, критик, художник, краевед и педагог, Героя социалистического труда, Якутск) за книгу «Черкехский мемориальный музей».
«Славянское братство»
профессор Предраг Миличевич (Белград, Сербия) за книгу «Шесть агрессий Запада против южных славян в ХХ-ом столетии».
«Экономика»
профессор Валерий Бовыкин (посмертно) «Французские банки в России. Конец XIX—XX вв.».
«Учебник для вузов по экономической тематике»
Михаил Туган-Барановский за учебник «Экономика труда и социально-трудовые отношения».
«Право»
- коллектив учёных-юристов Российской академии наук под руководством Никиты Андроновича за исследование «ИНН — как форма лишения прав человека».

«Учебник для вузов по юридической тематике»
«Российский военный сборник» Военного университета за книгу «Военное законодательство Российской империи. Кодекс русского военного права».
«Социально-политические науки»
Марина Громыко за книгу «О воззрениях русского народа».
«Учебное пособие для вузов по социально-политической тематике»
философ и политолог, доктор философских наук Эдуард Володин за книгу «Русский мир».
«Справочное издание»
серия «Словарь русского языка XI—XVII вв.» (25 томов).
Поощрительной грамоты за переводное издание удостоен автор перевода «ЖИТИЕ АНДРЕЯ ЮРОДИВОГО» — Александр Молдован.
Специальным дипломом отмечены издательства за издание духовных книг для высшей школы, научных трудов и разработок: «Православное Слово», «Сатисъ», «Новая книга».
Специальным дипломом Союза писателей России в благодарность за профессиональное издательско-полиграфическое исполнение книг, представленных на конкурс отмечены: «Книги для детей» — издательского центра «Сретенский монастырь», серия «Редкая книга» — «Военного издательства» и «Архив» — издательству «Олма-пресс», «Оренбургского книжного издательства» собрание детских сочинений «По тебе, Яик, слава добрая».
Специальная премия — подписка на журнал «Новая книга России» — присуждена библиотеке Ростовского Борисо-Глебского мужского монастыря (п. Борисоглебск, Ярославская область), библиотеке Густынского Свято-Троицкого монастыря (г. Прилуки, Украина), библиотеке Свято-Никольского монастыря (Новое село, Владимирской области), библиотеке Ново-Нямецкого Свято-Вознесенского монастыря (с. Кицканы, Приднестровская Молдавская республика) и библиотека Свято-Троицкого собора (г. Мирный, Якутия).
2001 год
«Поэзия»
Игорь Ляпин (г. Москва) за книгу «Чаша сия».
Геннадий Попов (г. Орёл) за поэму «Три вяза»
«Проза» (роман)
Ким Балков (Иркутск) за роман-рапсодию «За Русью Русь».
Проза (Повесть/Рассказ)
- Леонид Кокоулин (Абрамцево, Московская область) за книгу «Баргузин».

«Семейная проза»
- Владимир Карпов (Москва) за книгу «Можно ли Россию обойти пешком?».

«Публицистика» (серия)
серия книг «Ближневосточная командировка». Авторы статей — Владимира Щедрин (Москва), Олег Фомин (Тунис), Алексей Чистяков (Москва), Игорь Ермаков (Москва), Гиса Градов (Ирак), Али Окля Арсан (Сирия), Валентин Зубков (Москва), Халид Альяс (Ирак) и другие писатели и журналисты, пишущие на межнациональные и межконфессиональные темы открыто, без оглядки на «цивилизованный мир».
«Публицистика» (очерки)
- Виталий Носков (Новосибирск) за книгу «Любите нас, пока мы живы».

«Литературоведение»
- Сергей Небольсин (Институт мировой литературы имени А. М. Горького РАН, Москва) за книгу «Пушкин и европейская традиция»

«Критика»
философ, политолог, доктор философских наук Эдуард Володин за учебное пособие «Имперская культура».
«История»
- Фёдор Елисеев (посмертно) за книгу «Казаки на кавказском фронте. 1914—1917».

«Славянское братство» (перевод)
Галина Баранкова за перевод книги «Шестоднев» Иоанна, экзарха Болгарского.
«Славянское братство»
Димитрий Лётич (Сербия) за книгу «Драма современного человечества».
«Экономика»
Валерий Бовыкин (посмертно) за книгу «Русские деньги во Франции. Конец XIX—XX вв.».
Михаил Туган-Барановский за учебник по экономической тематике «Наёмный труд и социально-трудовые отношения в России».
«Право»
коллектив учёных-юристов Российской Академии наук под руководством Никиты Андроновича Туполева за исследование «Глобализация — высшая форма лишения прав человека» (Издательство «Империя»).
Учебник для вузов по юридической тематике
издательство «Философия русского права» Юрьевского университета за серию книг по правовой политике России XI—XX веков.
Социально-политические науки
руководителя лаборатории НИЦ профилактической медицины МЗ РФ профессор Игорь Гундаров на книгу «Демографическая катастрофа в России: причины, механизм, пути преодоления»
Учебные пособия по социально-политической науке
серия «Русская социально-политическая мысль XIX — начала XX веков» Философского факультета МГУ, которая издается тщанием Александра Воробьева.
«Справочное издание» (история в лицах)
- Александр Сегень и Сергей Семанов за книгу «Макаровы» из серии «Знаменитые русские фамилии» издательства «Наш Современник».

Поощрительной грамоты за издание «Истории Отечества в свидетельствах и документах» удостоен «РОССИЙСКИЙ АРХИВ» [т. I—VI] — главный редактор А. А. Налепин.
Специальным дипломом Союза писателей россии отмечены издательства за издание духовных книг для высшей школы, научных трудов и разработок: «Православное Слово», «Сатис», «Ковчег».
Специальным дипломом Союза писателей России «Благодарность» за профессиональное издательско-полиграфическое исполнение книг, представленных на конкурс: «Жития святых» — издательскому центру «Сретенский монастырь», серия «Современная армия» — издательству «Воениздат» и «Мировая философия» — издательству «Олма-пресс», «Оренбургскому книжному издательству» за книгу «Губернаторы Оренбургского края», Курганской области Шадринскому издательству «Исеть» за издание краеведческой литературы.
- Специальная премия — подписка на журнал «Новая книга России» — присуждена библиотеке обители святых Бориса и Глеба (п. Борисоглебск, Ярославская область), библиотеке Густынского Свято-Троицкого монастыря (г. Прилуки, Украина), библиотеке Свято-Никольского монастыря (с. Новое, Владимирской области), библиотеке Ново-Нямецкого монастыря (с. Парканы, Приднестровская Молдавская республика) и библиотеке церкви Святителя Иннокентия (г. Ленск, Якутия).

2002 год
«Поэзия»:
Елена Кузьмина (г. Архангельск) за книгу «Ночь жития сего…».
Евгений Семичев (г. Самара) за книгу «Соколики русской земли».
«Проза» (роман)
Анатолий Хлопецкий (г. Калининград) за роман «И вечный бой».
«Проза» (повесть)
Юрий Лощиц (г. Москва) за повесть «Послевоенное кино».
«Драматургия»
Константин Скворцов (г. Москва) за пьесу «Иоанн Златоуст».
«Публицистика»
Георгий Свиридов (посмертно) за книгу «Музыка, как судьба».
«Политическая публицистика»
генерал Николай Леонов (г. Москва) за книгу «Крестный путь России».
«Геополитика»
Наталья Нарочницкая (г. Москва) за книгу «Россия и русские в мировой истории».
«Литературоведение»
Станислав Куняев (г. Москва) за книгу «Судьба, поэзия, Россия».
«Жизнеописание»
Издательство Новоспасского монастыря (г. Москва) за книгу «О жизни схиархимандрита Виталия».
«Детская книга»
Владимир Крупин (г. Москва) за книгу «Детский церковный календарь».
«Душеполезное чтение»
Издательский отдел Свято-Троицкой Сергиевой Лавры (Московская область, г. Сергиев Посад) за книгу «Я раскаиваюсь. Письма настоятелю тюремного храма».
«Славянское братство» (перевод)
Слободан Милошевич (Югославия, г. Белград) за книгу «Голос народа-борца».
«Славянское братство»
академик Олег Трубачёв (посмертно) за книгу «Этногенез и культура древних славян».
«Инженерия»
лётчик-космонавт Виктор Савиных (г. Москва) за книгу «Вятка. Байконур. Космос».
«История»
игумен Дамаскин (Орловский) за шестую книгу «Мученики, исповедники и подвижники благочестия Русской православной церкви XX столетия».
«Музыкальное искусство»
Юрий Бирюков (г. Москва) за книгу «…За спиной была Москва. История битвы в песнях».
«Право»
Татьяна Мигунова (г. Санкт-Петербург) за монографию «Право, администрация и суд в реформах Екатерины Второй».
«Архитектура и градостроительство»
академик Геннадий Мокеев (г. Москва) за очерк-конспект «Русская цивилизация в памятниках архитектуры и градостроительства».
«Социально-политические науки»
Сергей Перевезенцев, Вячеслав Фомин, Дмитрий Ермашов, (г. Москва) за книгу серии русской социально-политической мысли «Иван Грозный».
«Изобразительное искусство» (научно-популярные издания)
Николай Филатов (Нижегородская область, г. Арзамас) за книгу «Азамасская школа живописи академика А. В. Ступина».
«Изобразительное искусство (учебное пособие)»
- Николай Третьяков (г. Москва) за книгу «Образ в искусстве. Основы композиции».

«Справочное издание»
- Дмитрий Дамаев (г. Москва) за книгу «Хлеб наш».

Дипломом союза писателей России награждается Зинаида Сашенкова (г. Москва) за цикл литературных передач, проведенных совместно с Союзом писателей России на «Народном радио».
Специальным дипломом Союза писателей России отмечены издательства за выпуск художественной литературы, учебников и монографий для высшей школы, научных трудов и учебных пособий: «Вешние воды» (г. Орел), «Алгоритм» (г. Москва), «Иркутский писатель» (г. Иркутск).
Специальный дипломом Союза писателей России «Благодарность» за профессиональное издательско-полиграфическое исполнение книг: «Афонский патерик» — издательства «Лето», «Валаамский патерик» — издание Валаамского Спасо-Преображенского монастыря, «Основы искусства святости» — издание братства во имя святого князя Александра Невского (г. Нижний Новгород), серию «Сербское богословие XX века» издание Православного братства во имя Архистратига Михаила (г. Минск), серия «Русскiй мiр в лицах» издательства «Русскiй мiр».
Специальная премия комиссии — Подписка на журнал «Новая книга России» — присуждена библиотеке Понетаевского скита Свято-Троицкого Серафимо-Дивеевского монастыря (с. Понетаевка, Нижегородская области), библиотеке Свято-Никольского монастыря (с. Новое, Владимирской области), библиотеке Ново-Нямецкого монастыря (с. Парканы, Приднестровская Молдавская республика) и библиотеке церкви Святителя Николая (г. Якутск, Якутия), библиотеке церкви святого мученика Димитрия Солунского (п. Мироновский, Донецкая области).
2003 год
«Поэзия»:
Ольга Фокина (г. Вологда) за две книги «Избранное».
Владимир Костров (г. Москва) за новые переводы французских стихотворений Федора Ивановича Тютчева.
«Проза»:
Валентин Распутин (г. Иркутск) за повесть «Дочь Ивана, мать Ивана».
Александр Киреев (г. Владивосток) за повесть «На Балканах дороги узкие».
Виктор Будаков (г. Воронеж) за книгу «Одинокое сердце поэта».
«Драматургия»: 
Евгений Кириченко (г. Москва) за сценарий фильма «Чёрный октябрь».
«Публицистика»:
Игорь Тимофеев (г. Москва) за книгу «Камаль Джумблат».
«Политическая публицистика»: 
Тарик Азиз (г. Багдад, Ирак) за статьи по проблемам Арабского Востока.
«Геополитика»:
генерал Мустафа Тлас (г. Дамаск, Сирия) за книгу «Физическая Сирия».
«Литературоведение»:
Михаил Лобанов (г. Москва) за книгу «В сражении и любви».
Николай Либан (г. Москва) за книги «Литература Древней Руси» и «Становление личности в русской литературе XVIII века».
Игорь Виноградов (г. Москва) за монографию «Гоголь — художник и мыслитель: христианские основы мировоззрения».
«Богословие»:
митрополит Минский и Слуцкий, Экзарх всея Белоруссии Филарет (Вахромеев) за книгу «Богословие добрососедства».
«Жизнеописание»: 
иеромонах Доримедонт (Сухинин) (г. Святая Гора Афон, Греция) за перевод сочинений Старца Паисия Святогорца «Слова».
«Душеполезное чтение»:
иеромонах Венедикт (Кулешов) (Санаксарский Рождество-Богородичный монастырь, Мордовия) за собирание и написание книги преподобного Феодора Санаксарского «Наставление духовным чадам».
«Детская книга»: 
Николай Блохин (г. Москва) за книгу «Святая Русь на реке времен».
Областная детская библиотека им. М. М. Пришвина (г. Орёл) за книгу детских произведений «Я родину вижу такою…»
«Славянское братство»:
Драгош Калаич (г. Белград, Сербия) за роман «Последние европейцы».
Тамара Ленгрен (г. Тромсё, Норвегия) за три книги «Соборник Нила Сорского».
Владимир Казарин (г. Симферополь, Крым) за книгу «Вера, язык, слово».
«Инжененрия»: 
Александр Котелкин, Марат Мусин (г. Москва) за книгу «Матрицы влияния: теория и практика экономического управления».
«История»
Николай Василиадис (г. Афины, Греция) за книгу «Библия и археология».
Александр Буренков за издание трудов игумена Дамаскина (Орловского) «Мученики, исповедники и подвижники благочестия: Русской Православной церкви XX столетия».
Александр Вдовин (г. Москва) за цикл лекций «История России. XX век».
«Музыкальное искусство»:
Александр Сазоненко (г. Киев, Украина) за книгу «Музыка, музыка, музыка…»,
«Социально-политические науки»:
Сергей Манякин (г. Москва) за книгу «Сибирь далекая и близкая».
Вячеслав Семаков (Беловежская пуща, Белоруссия) за книгу «Беловежская пуща».
Валентин Лесков (г. Москва) за книгу «Сталин и заговор Тухачевского».
«Изобразительное искусство»:
Сергей Харламов (г. Москва) за книгу «Зримые ступени».
Анатолий Заболоцкий (г. Москва) за книгу «Лик Православия».
Специальным дипломом Союза писателей России отмечены издательства за выпуск художественной литературы, учебников и монографий для высшей школы, научных трудов и учебных пособий:
«Белый город» (г. Москва)
«Андреевский флаг» (г. Москва),
«Поволжский редакционно-издательский Центр» (г. Самара).
Специальным дипломом «Благодарность» Союза писателей России за профессиональное издательско-полиграфическое исполнение книг отмечены:
Институт мировой литературы имени А. М. Горького РАН за подготовку и издание полного собрания сочинений Сергея Есенина.
Фонд возрождения Тобольска (г. Тобольск) за издание книг «Неизвестный Менделеев» и «Живой Менделеев».
Наталья Яшина-Попова за подготовку и издание книги «Слуга народа» Александра Яшина.
 Специальная премия комиссии — подписка на журнал «Новая книга России» — присуждена библиотеке Свято-Успенского Жировицкого мужского монастыря (с. Жировицы, Белоруссия), библиотеке Ново-Нямецкого монастыря (с. Парканы, Приднестровская Молдавская республика), библиотеке Густынского Свято-Троицкого женского монастыря (с. Густыня, Прилуцкого района, Черниговской обл., Украина), библиотеке Иоанно-Предтеченского монастыря (г. Вязьма, Смоленской обл.).
2004 год
«Поэзия»:
Михаил Зайцев (г. Волгоград) за книгу «Верста».
Анатолий Гребнев (г. Пермь) за книгу «Берег Родины».
протоиерей Андрей Логвинов (г. Кострома) за книгу «Небесный госпиталь».
«Проза»:
Михаил Алексеев (г. Москва) за повесть «Через годы, через расстоянии».
Виктор Потанин (г. Курган) за книгу «Доченька».
Дмитрий Неверов (Республика Крым) за книгу «Хроника флотского спецназа».
Иван Ведерников (г. Москва) за повесть «Дневник лётчика».
«Драматургия»: 
Алексей Денисов (г. Москва) за фильм «Крейсер „Варяг“».
Вадим Цеков (г. Москва) за киноповесть «В схватке».
«Публицистика»:
Пётр Палиевский (г. Москва) за книгу «Из выводов XX века».
«Политическая публицистика»:
митрополит Одесский и Измаильский Агафангел (Саввин) (Украина) за статьи по проблемам глобализации.
Сергей Егишянц (г. Москва) за книгу «Тупики глобализации. Торжество прогресса или игры сатаны?»
«Геополитика»:
Акрам Хузам (г. Хомс, Сирия) за честные репортажи по проблемам Арабского Востока.
«Литературоведение»:
Феликс Кузнецов (г. Москва) за книгу «Правда „Тихого Дона“».
Елена Галимова (г. Архангельск) за книгу «Домострой Бориса Шергина».
«Богословие»: 
митрополит Киевский и всея Украины Владимир (Сабодан) за статьи последних лет.
«Жизнеописание»:
Александр Стрижев (г. Москва) за подготовку, комментарии и издание полного собрания сочинений Сергея Нилуса, и также за цикл статей-портретов православных писателей XVII—XX веков.
«Душеполезное чтение»:
Иеромонах Даниил (Сычёв) (Иоанно-Предтеченский монастырь, г. Вязьма, Смоленской области) за статьи и книги по истории обителей братских Православных церквей Востока.
«Детская книга»: 
Александр Малиновский (г. Самара) за книгу «Под старыми клёнами».
Камиль Зиганшин (г. Уфа) за книги для детей о природе России.
«Славянское братство»:
Марко Маркович (Сербия) за книгу статей «Глобализация и Православный мир»
Семён Шуртаков (г. Москва) за книгу «Славянский ход».
«История»
Михаил Горинов (г. Москва) за издание книги «Православная Москва в 1917—1921 гг.».
Владимир Егоров (г. Калининград) за издание собрания «Очерков из истории Балтийского флота».
Галина Аксёнова, Владимир Волков (г. Москва) за книгу «Русские полководцы».
«Музыкальное искусство»:
Татьяна Дашкевич (г. Минск, Белоруссия) за книгу серии «ЖЗЛ» «Алексей Фатьянов».
«Социально-политические науки»:
Василий Баделин (г. Иваново) за книгу «Земля Иванов».
«Изобразительное искусство»:
Иеромонах Савватий (Севастьянов) (Валаамский Спасо-Преображенский монастырь) за книгу «Свет Валаама».
Алексей Шалаев (г. Пенза) за альбом серии «Русский портрет и пейзаж».
Специальным дипломом Союза писателей России отмечены издательства за выпуск художественной литературы, учебников и монографий для высшей школы, научных трудов и учебных пособий:
«Ковчег» (г. Москва),
Воронежский государственный университет,
«Крымский архив» (г. Симферополь).
Специальным дипломом «Благодарность» Союза писателей России отмечены:
Отдел выставочных работ Российской государственной библиотеки за пропаганду русской книжной истории.
Издательство «Эксмо» (г. Москва) за издание серии книг «История в лицах и фактах».
Культурно-просветительный фонд им. Народного артиста СССР Кирилла Столярова за издание «Жития преподобного Сергия Радонежского чудотворца».
2005 год
«Поэзия»:
Сергей Викулов (г. Москва) за книгу «То плуг, то меч».
Виктор Верстаков (г. Москва) за книгу «Прощай, Афганистан».
Николай Пашков (г. Орск, Оренбургской обл.) за книгу «Шофер в законе».
Александр Росков (г. Архангельск) за книгу стихотворений «Родину мою оплакать».
«Проза»:
Михаил Годенко (г. Москва) за повесть «Исповедь для внука».
Священник Андрей Плионсковский (г. Москва) за серию рассказов «Она прекрасна».
Роберт Балакшин (г. Вологда) за книгу «Избранное».
Виктор Рожков (г. Омск) за повесть «Киприанов след».
«Драматургия»:
Никита Астахов (г. Москва) за исполнение фрагментов книги Ю. М. Лощица «Дмитрий Донской» к 625-летию Куликовской битвы на Общероссийском государственном телевизионном канале «Культура».
Александр Ломтев (г. Саров, Нижегородская область) за киноповесть «Ичкириада».
Татьяна Земскова (г. Москва) за фильмы о творчестве В. Кострова, В. Распутина, Ф. Абрамова на Общероссийском государственном телевизионном канале «КУЛЬТУРА».
«Публицистика»:
Василий Дворцов (г. Новосибирск) за очерк «Постсоветское село Западной Сибири».
Виталий Парфёнов (г. Москва) за книгу «Лесной бастион».
Николай Кузьмин (г. Москва) за книгу «Возмездие».
«Политическая публицистика»:
Алексей Пушков (российский государственный и общественный деятель) за публицистическую программу на канале ТВ ЦЕНТР «Постскриптум».
Юрий Щербаков (г. Астрахань) за книгу «Болевой порог».
«Геополитика»:
Владимир Греков (г. Москва) за аналитические обзоры войны в Ираке.
Олег Фомин (г. Каир, Египет) за честные репортажи по проблемам Арабского Востока.
«Литературоведение»:
Татьяна Окулова-Микешина (г. Москва) за научное исследование «Герои — и битвы за них».
Николай Сергованцев (г. Москва) за книгу «Мамин-Сибиряк».
Ольга Курочкина (г. Москва) за книги о Шолохове и архимандрите Иннокентие (Просвирнине).
«Критика»:
Сергей Семанов (историк, писатель, литературовед) за нелицеприятную критику современного литературного процесса.
«Богословие»:
Протопресвитер Феодор Зисис (Греция) за книгу «Благотворное и очистительное цунами».
«Жизнеописание»:
Игумен Феофан (Пожидаев) (г. Рига, Латвия) за книгу «Священномученик Иоанн, архиепископ Рижский».
Николай Иванов (г. Москва) за книгу очерков о партизанах Брянщины «Поклонимся великим тем годам».
Майя Полетова (г. Москва) за книгу малоизвестных фактов биографии поэта Николая Рубцова «Пусть душа останется чиста».
«Душеполезное чтение»:
Ольга Казанцева (посмертно) (г. Тюмень) за книгу «Поле, длиною в жизнь».
«Детская книга»:
Борис Споров (г. Москва) за книгу «Кукушкины слезки».
Вадим Ерёмин (г. Орёл) за книгу «Шел из школы ученик».
Елена Родченко (г. Санкт-Петербург) за серию рассказов «Милые мои».
«Славянское братство»:
Инга Еськова (г. Москва) за издание собрания научных трудов академика О. Н. Трубачёва.
Зоран Милошевич (Сербия) за исследование «Философская мысль святителя Николая Велимировича».
Петр Толочко (Украина) за верность служения в науке, культуре и политике единству славянских народов.
«Социальная литература»
Виктор Волков (г. Чернь, Тульская обл.) за книгу «Рожать под звон колоков».
Николай Александров (г. Новосибирск) за книгу «Созидатели».
«История»
Наталья Петрова (г. Москва) за методическое пособие «К уроку памяти святого праведного воина Феодора Ушакова».
Роман Силантьев (г. Москва) за книгу «Новейшая история исламского сообщества России».
«Музыкальное искусство»:
Александр Новосельцев (г. Елец, Липецкая область) серии научных работ «Песня в творчестве Михаила Шолохова и Василия Шукшина».
Юрий Клепалов (г. Наро-Фоминск, Московская обл.) за серию статей и очерков о народности русского музыкально-поэтического искусства.
«Социально-политические науки»:
Евгений Чуганов (г. Москва) за книгу «Сфера противодействия терроризму».
«Изобразительное искусство»:
Мария Тодорова (г. Москва) за серию миниатюр к «Жизнеописанию патриарха Никона»
Александр Бояр (г. Можайск, Московская область) за серию работ «Рубежи России. Священная земля Можайская».
Павел Кривцов (г. Москва) за серию работ «Русский человек. Век ХХ».
Специальным дипломом Союза писателей России отмечены:
Русский Свято-Пантелеимонов монастырь на Афоне за издание книги преподобного Силуана Афонского.
Духовно-просветительский Центр Ярославской епархии (г. Ярославль) за издательскую и просветительскую деятельность.
Духовно-просветительский Центр Белгородской епархии (г. Белгород) за издательскую и просветительскую деятельность.
Специальным дипломом «Благодарность» Союза писателей России отмечены:
Тюменский региональный общественный благотворительный фонд «Возрождение Тобольска» за издание альманаха «Тобольск и вся Сибирь».
Творческий коллектив историко-литературного альманаха «Земля Можайская» (г. Можайск, Московская обл.) за выпуск, посвященный 60-летию Великой Победы.
Творческий коллектив журнала «Радость моя!» (г. Донецк, Украина) за любовь к детям.
2006 год
«Поэзия»:
Митрополит Никодим (Руснак) (г. Харьков, Украина) за книгу «Воздыхание сердца ко Творцу».
Михаил Ножкин (г. Москва) за стихи и песни последних лет.
Егор Исаев (г. Москва) за стихи последних лет.
«Проза»:
Евгений Кулькин (г. Волгоград) за роман «Смертный грех».
Николай Шипилов (посмертно) (Валерьяново, Белоруссия) за роман «Псаломщик».
«Драматургия»:
Валерий Хайрюзов (г. Москва) за пьесу «Дикий бамбук».
Людмила Коршик (г. Екатеринбург) за цикл фильмов «Тихая моя Родина».
«Публицистика»:
Семен Борзунов (г. Москва) за книгу «Жуков».
Алексей Куликов (Клявлинский район, Самарская области) за книгу «Сердцу милый край».
Эдуард Белобородько (г. Москва) за очерки о русской космонавтике.
«Политическая публицистика»:
Сергей Лыкошин (посмертно) (Москва) за книгу «Меридиан консерватизма или поле традиционализма».
Святослав Иванов (г. Воронеж) за серию статей по русскому Домострою.
«Геополитика»:
Андрей Степанов (г. Москва) за книгу «Незнакомый Лихтенштейн» и «Русские и швейцарцы».
Олег Пересыпкин (советский, российский дипломат) за книгу «Восточные узоры».
Фуат Фарах (г. Назарет, Палестина) за книгу «Живые камни».
«Литературоведение»:
Любовь Алексеева (г. Москва) за исследование творчества Василия Сумбатова и публикации его творческого наследия.
«Критика»:
Эдуард Анашкин (Самарская область) за книгу «Лети мой блистательный снеже».
«Богословие»:
Лидия Алексеева (г. Якутск) за перевод на якутский язык Библии для детей.
«Жизнеописание»:
Протоиерей Пётр Деревянко (г. Можайск, Московская область) за серию статей по истории Христианства и Русской Православной церкви.
Людмила Рылкова (г. Киев, Украина) за разыскание и описание подвигов киевских святых мучеников и исповедников, за веру пострадавших.
Елена Стереопулу (г. Афины, Греция) за описание подвига греческих православных подвижников в годы Второй мировой войны.
«Душеполезное чтение»:
Елена Кибирева (г. Курган) за книгу «Я всегда буду помнить тебя…».
«Детская книга»:
Юрий Вронский (российский детский писатель) за книгу «Странствие Кукши за тридевять морей».
«Славянское братство»:
Никола Демьянович (г. Белград, Сербия) за переводы и издание русских писателей на сербский язык.
Николай Петев (г. София, Болгария) за верность служения в науке и культуре единству славянских народов.
Воислав Шешель (вице-премьер Правительства Республики Сербия (1998—2000)) за верность служения в науке и культуре единству славянских народов.
«Социальная литература»
Алексей Волков (Московская область) за книгу «Край Серебряно-Прудский».
«История»
Анатолий Смирнов (г. Москва) за книгу «Николай Михайлович Карамзин».
Лев Дёмин (г. Москва) за книги «Сын алеутки» и «Дежнёв».
«Музыкальное искусство»:
Николай Ряполов (г. Москва) за фильм «Музыка и душа» о творчестве Г. В. Свиридова.
Владимир Комаров (музыкальный руководитель ансамбля «Червленый яр», г. Елец, Липецкая область) за создание песенного образа России.
«Изобразительное искусство»:
Вадим Белкин (г. Москва) за оформление журналов «Роман-журнал XXI век» и «О Русская земля», книжных серий и альбомов по русской истории.
Сергей Полегаев (г. Москва) за серию скульптурных работ (портреты Тютчева, Афанасьева, Румянцева, Суворина).
Николай Кочнев (г. Москва) за создание альбома «Шолохов в фотографиях» и галерею русских писателей.
Специальным дипломом Союза писателей России отмечены:
Духовно-просветительский Центр святого праведного Феодора Ушакова, адмирала флота (г. Николаев, Украина) за просветительскую деятельность.
Духовно-просветительский Центр Ростовского Борисо-Глебского на Устье монастыря (п. Борисоглебск, Ярославская обл.) за издательскую и просветительскую деятельность.
Специальным дипломом «Благодарность» Союза писателей России отмечены:
Попечительский совет «Святого колодца преподобного Ферапонта Можайского» за просветительскую деятельность.
Творческий коллектив литературного альманаха «Новые страницы» (г. Черкассы, Украина) за любовь к литературному наследию, авторам и читателям.
Творческий коллектив литературно-художественного и общественно-политического журнала «Двина» (г. Архангельск) за любовь к духовному наследию, читателям и авторам.
Творческий коллектив литературно-художественного и общественно-политического журнала «Балтика» (г. Таллинн, Эстония) за любовь к духовному наследию, читателям и авторам.
2007 год
«Поэзия»:
Сергей Михалков (г. Москва) за утверждение державного, имперского духа в обществе и отечественной литературе.
Василий Воргуль (г. Харьков, Украина) за чувство великой Родины в поэзии.
Диана Кан (г. Новокуйбышевск, Самарской области) за книгу стихотворений «Междуречье».
«Проза»:
Николай Денисов (г. Тюмень) за книгу «Огненный крест».
Дмитрий Мещанинов (г. Москва) за книгу рассказов «Русские идут».
«Драматургия»:
Елена Чавчавадзе (г. Москва) за проект документального сериала «Русские без России».
Людмила Кудрявина (г. Москва) за цикл передач о русской поэзии на «Народном радио».
Василий Лановой (г. Москва) за утверждение Пушкинского слова в театре и кино, на радио и телевидении.
«Публицистика»:
Виктор Кожемяко (Иркутск, Москва) за книгу «Валентин Распутин. Боль души».
Галина Ореханова (г. Москва) за статьи и очерки о Русской культуре.
Василий Быковский (г. Муравленко, Ямало-Ненецкий округа) за книгу «Край земли. Сгоревшие факелы».
«Политическая публицистика»:
Сергей Бабурин (российский политический, государственный деятель) за книгу «Мир империй».
«Геополитика»:
Анатолий Сикваров (г. Николаев, Украина) за книгу «Жемчужина Башкортостана».
Валерий Ростов (г. Златоуст, Челябинск) за подготовку и издание серии книг, посвященных 1600-летию памяти святителя Иоанна Златоуста.
Владимир Толкачёв (г. Москва) за концепцию и создание выставки «Свет Востока».
«Литературоведение»:
Сергей Куняев (г. Москва) за книгу «Жертвенная чаша».
Станислав Грибанов (г. Москва) за книгу «Крест Цветаевых».
«Критика»:
Николай Кузин (г. Екатеринбург) за книгу «Знаменитые и не очень».
Лариса Баранова-Гонченко (г. Москва) за пропаганду русского художественного слова в книгах и статьях.
«Душеполезное чтение»:
Священник Виктор Кузнецов (г. Москва) за книгу «Утешение в унынии».
Владимир Личутин (г. Москва) за серию очерков о русском человеке.
«Детская книга»:
Алексей Глебов (г. Москва) за книгу «Когда уходит детство…».
«Славянское братство»: 
Виталий Маслов (посмертно) (г. Мурманск) за верность славянскому единству и возрождение праздника Славянской письменности.
«Наука»
Всеволод Троицкий (Москва) за неустанную заботу и защиту русской национальной школы, русского языка и литературы.
Галина Засухина-Петрянова (Москва) за книгу «С тобой… и без тебя». Воспоминания об академике И. В. Петрянове-Соколове
«События. Подвиги. Люди.»
Николай Рыжков (г. Москва) за проявление мужества и стойкости в достижение цели.
Артур Чилингаров (г. Москва) за проявление мужества и стойкости в достижение цели.
«История»
Юрий Жуков (г. Москва) за книгу «Сталин: тайны власти».
Павел Пожигайло (г. Москва) за подготовку и издание трудов Петра Аркадьевича Столыпина.
Ирина Евтихиева (Томск) за книгу «Явление святителя Николая на Томской земле».
«Музыкальное искусство»:
Татьяна Петрова (г. Москва) за создание песенного образа России.
«Изобразительное искусство»:
Валентин Сидоров (г. Москва) за утверждение державной традиции в русском изобразительном искусстве.
Владимир Носков (г. Москва) за продолжение классической традиции в оформлении книг, книжных серий и альбомов.
Василий Нестеренко (г. Москва) за серию исторических портретов XVIII века.
Алексей Уранов (г. Москва) за альбом рисунков «По России и Советскому Союзу».
Специальным дипломом Союза писателей России отмечены:
Духовно-просветительский Центр святого праведного Феодора Ушакова, адмирала флота (г. Рыбинск, Ярославской обл.) за просветительскую деятельность.
Духовно-просветительский Центр святого праведного Феодора Ушакова, адмирала флота (г. Волгоград) за просветительскую деятельность.
Специальным дипломом «Благодарность» Союза писателей России отмечены:
Спасо-Бородинский женский монастырь за просветительскую деятельность.
Творческий коллектив рекламно-издательской фирмы «Мстислав» (г. Москва-Елец) за создание сери «Русская библиотека».
Творческий коллектив детской газеты «Малёк» (г. Николаев, Украина) за любовь к детям и верность традиции.
Литературное объединение «Лира» (Пестовский район, Новгородской обл.) за любовь к духовному наследию, читателям и авторам.
Наталья Сверчкова (г. Москва) за книгу «В эфире — знаменитости Москвы».
Творческий коллектив составителей книги «Памяти Федота Петровича Филина. К 100-летию со дня рождения».
2008 год
«Поэзия»:
Николай Рачков (советский и российский поэт) за утверждение державного, имперского духа в обществе и отечественной литературе.
Александр Нестругин (г. Воронеж) за чувство великой Родины в поэзии.
Ирина Семёнова (г. Орел) за поэму «Командор».
Елизавета Иванникова (г. Волгоград) за поэму «Сталинградская сирень».
«Проза»:
Валерий Исаев (г. Москва) за книгу «Березницкие брёхни».
Владимир Еременко (Черкассы) за роман «Gimagimis»
Валерий Шелегов (Красноярский край) за книгу «Луна в Водолее».
«Драматургия»:
Архимандрит Тихон (Шевкунов) (г. Москва) за фильм «Гибель империи. Византийский урок».
Юрий Назаров (советский и российский актёр) за утверждение русского слова на радио и в кино.
Татьяна Доронина (советская и российская актриса театра, режиссёр) — за утверждение русского слова в театре и кино.
Фаид Симфоров (г. Москва) за создание проекта «Тайны забытых побед».
«Публицистика»:
Зураб Чавчавадзе (г. Москва) за статьи и очерки о русских людях и русской культуре.
Владимир Ворошнин (г. Николаев) за очерки о русских людях и русской истории.
«Политическая публицистика»:
Михаил Кодин (г. Москва) за книгу «Поверженная держава».
«Литературоведение»:
Нина Ильинская (г. Херсон) за книгу «Между миром и Богом: духовные и художественные искания Ю. Кузнецова».
Михаил Шелехов (г. Минск) за исследование творчества Пушкина и Тютчева.
«Критика»:
Олег Дорогань (г. Смоленск) за пропаганду русского художественного слова в книгах и статьях.
Марк Любомудров (г. Санкт-Петербург) за пропаганду русского художественного театра в книгах и статьях.
«Душеполезное чтение»:
Протоиерей Михаил Малеев (г. Москва) за книгу «Подвижники XX века».
«Детская книга»:
Иван Чуркин (г. Саров) за рассказы для детей.
«Справочная литература»:
Николай Скатов (г. Санкт-Петербург) за подготовку и издание биобиблиографического словаря «Русская литература XX века».
Леонид Степченков (г. Смоленск) за подготовку и издание библиографического указателя «Смоленская епархия».
«Славянское братство»:
Радован Караджич (Первый Президент Республики Сербской в 1992—1996 годах) за мужество, верность и стойкость в служении единству православных славянских народов.
«Наука»
Олег Иншаков (г. Волгоград) за создание серии «Война и мир в судьбах ученых-экономистов»
Людмила Кольцова (г. Воронеж) за неустанную заботу и защиту русской национальной школы, русского языка и литературы.
Галина Егорова (г. Волгоград) за неустанную заботу и защиту русского языка и создание музея русского языка имени Академика О. Н. Трубачева.
«События. Подвиги. Люди.»
Анастасия Заволокина (г. Новосибирск) за проявление мужества и стойкости в достижение цели.
Вера Гринько (г. Нижний Новгород) за служение русской культуре.
«История»
Иван Дронов (Московская обл.) за книгу «Россия без капитализма».
Алексей Налепин (г. Москва) за издание альманаха «Российский архив».
«Музыкальное искусство»:
Федор Тарасов (г. Москва) за создание песенного образа России.
Константин Кинчев (советский и российский музыкант, лидер группы «Алиса») за создание песенного образа борца за Россию.
«Изобразительное искусство»:
Сергей и Алексей Ткачевы (г. Москва) за утверждение державной традиции в русском изобразительном искусстве.
Дмитрий Нечитайло (г. Москва) за альбом «Украсно украшена земля Русская».
Анатолий Рогов (г. Москва) за книгу «Кустодиевские масленицы».
Петр Казачук (г. Москва) за создание серии «Дети России».
Специальным дипломом Союза писателей России отмечены:
Орловская детская школа изобразительных искусств и народных ремесел (г. Орёл) за любовь к детям и верность традиции.
Детская школа искусств имени Аркадия Пластова (п. Карсун, Ульяновской обл.) за любовь к детям и верность традиции.
Спасо-Яковлевский Димитриев монастырь за просветительскую деятельность и издание книги "Святитель Димитрий, митрополит Ростовский ".
Валентин Орлов (г. Москва) за служение детям, русской истории и литературе.
Дмитрий Малышев (г. Москва) за служение детям, русской истории и литературе.
Михаил Носов (г. Новокуйбышевск, Самарской область) за просветительскую деятельность и книгу «Записки книгочея».
2009 год
«Поэзия»:
Николай Зиновьев (Краснодарский край) за книгу «На кресте».
Иван Щёлоков (г. Воронеж) за «Роман без знака препинания».
«Проза»:
Виктор Лихоносов (Краснодарский край) за серию художественных очерков «Осень в Тамани».
Михаил Чванов (г. Уфа) за книгу «Загадка гибели шхуны „Святая Анна“».
Владимир Масян (г. Саратов) за повесть «Игра в расшибного».
«Драматургия»:
Людмила Мальцева (г. Москва) за утверждение русского слова на радио и в кино.
Михаил Мизюков (г. Москва) за постановку спектакля «Тушино» (Драматическая хроника Смутного времени А. Н. Островского) .
«Публицистика»:
Михаил Лемешев (г. Москва) за книгу «К воскрешению России».
Илья Глазунов (советский и российский художник-живописец) за книгу «Россия распятая».
Александр Бобров (г. Москва) за книгу «Мой месяцеслов».
Владимир Захаров (г. Москва) за очерки о Победителях.
«Политическая публицистика»:
Игорь Шумейко (г. Москва) за книгу «Вторая мировая. Перезагрузка».
«Литературоведение»:
Борис Тарасов (г. Москва) за книгу «Человек и история в русской классической литературе и религиозной философии».
«Критика»:
Священник Александр Шумский (г. Москва) за пропаганду русского православного художественного слова.
«Душеполезное чтение»:
Игумен Митрофан (Баданин) (г. Мурманск) за книги «Преподобный Варлаам Керетский» и «Преподобный Трифон Печенгский».
Пюхтицкий Успенский женский монастырь (Эстония) за книгу «Пюхтицкая обитель и её покровитель святой праведный Иоанн Кронштадтский».
«Детская книга»:
Вадим Носов (г. Москва) за авторский проект — книгу «Я к вам пишу… Детские письма о главном».
Юрий Куклачев (советский и российский артист цирка) за серию книг «Уроки доброты».
Виктор Карпенко (г. Нижний Новгород) за книгу «Солдатская каша».
«Славянское братство»:
Елена Гуськова (г. Москва) за верность и стойкость в служении единству славянских народов.
Лилиана Булатович (г. Белград, Сербия) за мужество, верность и стойкость в служении единству славянских народов.
Николай Машкин (г. Николаев, Украина) за мужество, верность и стойкость в служении единству славянских народов.
Павел Бородин (г. Москва) за верность и стойкость в служении единству славянских народов.
Александр Романовский (г. Харьков, Украина) за верность и стойкость в служении единству православных славянских народов.
«Наука»
Игорь Шафаревич (г. Москва) за книги и статьи последних лет.
«События. Подвиги. Люди.»
Виктор Захарченко (г. Краснодар) за служение русской культуре.
Владислав Чернушенко (Санкт-Петербург) за служение русской культуре
Никита Михалков (г. Москва) за служение русской культуре.
«История»
Фёдор Нестеров (г. Москва) за монографию «Заклятое слово».
Вадим Щербицкий (г. Севастополь) за книгу «Возвращенные имена».
«Музыкальное искусство»:
Татьяна Семушина (г. Москва) за создание песенного образа России.
Вячеслав Щуров (г. Москва) за книгу «Невольное детство» певицы из народа Аграфены (Агриппины) Ивановны Глинкиной.
«Изобразительное искусство»:
Анатолий Костяников (г. Орел) за утверждение державной традиции в русском изобразительном искусстве.
Владислав Коваль (г. Волгоград) за утверждение державной традиции в русском изобразительном искусстве.
Валентин Новиков (г. Москва) за портреты русских писателей .
Николай Кузнецов-Муромский (г. Москва) за памятник А. Пушкину в Белграде.
Специальным дипломом Союза писателей России отмечены:
Литературно-мемориальный музей Фёдора Абрамова (Веркола, Пинежский район, Архангельская область) за просветительскую деятельность, за служение русскому слову и литературе.
Газета «Слово» за просветительскую деятельность и пропаганду русской литературы.
Минский Театр-студия киноактера за просветительскую деятельность, за служение слову и литературе.
Владимир Гаврилов (г. Москва) за служение детям, русской истории и литературе.
Крикор Мазлумян (п. Лазаревское, Краснодарский край) за просветительскую деятельность, за служение слову и литературе.
Игорь Новосёлов (г. Москва) за служение русской культуре.
Валерий Мельников (г. Москва) за служение русской культуре.
2010 год
«Поэзия»:
Лариса Васильева (Москва) — за книгу «Холм».
Федор Григорьев (Борисоглебск, Воронежской область) — за книгу «Все сто дорог».
Андрей Носков (Анадырь, Чукотский автономный округ) — за книгу «Стихи на краю земли…»
«Проза»:
Юрий Пахомов (Москва) — за книгу «Белой ночью у залива».
Михаил Еськов (Курск) — за книгу «День отошедший».
Вячеслав Немышев (Москва) — за книгу «Буча».
Леонид Бабанин (Берёзово, Ханты-Мансийский автономный округ) — за книгу «Вертолётная рапсодия».
«Драматургия»:
Кирилл Панченко (Москва) — за утверждение русского слова в театре.
Виктор Никитин (Москва) — за пропаганду русской классической литературы.
«Публицистика»:
Валентин Зубков (Москва) — за книгу «Испытатель».
Валерий Алексеев (Москва) — за книгу «Страницы Москвы — страницы Богучарова».
«Политическая публицистика»:
Евгений Титков (Арзамас) — за книгу «Духовный меч Великой Победы».
«Литературоведение»:
Валентина Науменко (Москва) — за книгу «Здесь на конце России исполинской».
```
«Критика»
```

Владимир Бушин (Москва) — за книгу «На службе Отечеству».
```
«Душеполезное чтение»
```

Борис Белоголовый (Санкт-Петербург) — за жизнеописание «Участковый».
Лидия Мешкова — за книгу «Тайна будущего века».
```
«Детская книга»
```

Владислав Бахревский (Московская область) — за книгу «Героическая азбука».
```
«Славянское братство»
```

Виктор Калугин (Москва) — за антологию «Молитвы русских поэтов».
Лилия Бондаревич-Черненко (Прилуки, Украина) — за книгу «Матушка Вера».
```
 «Наука»
```

Елена Державина (Москва) — за подготовку и издание монографии «Радуют верных сердца».
```
 «События. Подвиги. Люди.»
```

Николай Дроздов (Москва) — за служение Отечеству.
Юрий Шевченко (Москва) — за служение Отечеству и издание «Дневника старого врача» Н. И. Пирогова.
Эвелина Софронова (Москва) — за память о поколении людей безраздельно принадлежащих своей Родине.
Галина Маланичева (Москва) за сохранение памятников истории и культуры.
```
«История»
```

Николай Маркелов (Пятигорск) — за книгу «Кавказские силуэты. История Кавказа в лицах».
Священник Евгений Старцев (Иркутск) — за книгу «Иркутск. Храмы и судьбы».
```
 
 «Музыкальное искусство»
```

Вячеслав Овчинников (Москва) — за создание музыкального образа России.
Владимир Федосеев (Москва) — за создание музыкального образа России.
```
«Изобразительное искусство»:
```

Александр Шилов (Москва) — за русский портрет.
Протоиерей Стефан Домусчи (Борисоглебск, Воронежская область) — за утверждение реалистической школы в русском изобразительном искусстве.
Анатолий Пантелеев (Санкт-Петербург) — за «Русский фотоальбом».
```
Специальным дипломом Союза писателей России отмечены:
```

Энергоатомиздат (Москва) — за издание книги «П. С. Непорожний и энергетика Великой страны».
Дмитрий Харченко (Минск) — за издание детской литературы.
Игорь Чаус (Жуковский, Московская область) — за служение русской культуре.
Александр Елисеев (Москва) — за служение русской культуре.
Виктор Лапкин (Можайск) — за издание юбидейного альбоиа Народного художника СССР Сергея Васильевича Герасимова.
Сергей Калин (Москва) — за служение русской культуре.
Кирилл Мозгалевский (Москва) — за художественный фильм «Ярик».
Роман Газенко (Москва) — за фильм о Прохоровском поле.
2011 год
«Поэзия»:
Евгений Юшин (Москва) за книгу «Избяная заповедь».
Владимир Молчанов (Белгород) за книгу «Звени осенняя строка».
«Проза»:
Елена Пустовойтова (Владимирская область) за книгу «Эвкалипты под снегом».
Андрей Грунтовский (Санкт-Петербург) за книгу «Детство и юность в стране Советов».
Георгий Марчук (Минск) за книгу «Сладкие слёзы».
«Драматургия»:
Валентина Гуркаленко (Санкт-Петербург) за документальный киноленту «Спас-Камень».
Николай Кравченко (Николаев, Украина) за создание художественного образа на сцене русского театра.
«Публицистика»:
Александр Родионов (Барнаул) за книгу «Одинокое моё дело».
Анатолий Кирилин (Барнаул) за книгу «Убывающая деревня».
«Книга о героях»:
Лариса Северикова (Москва) за книгу «Тимур и его небо» (О Герое России Т. А. Апакидзе).
Сергей Коновалов (Москва) за книгу «Я вернулся».
Петр Чалый (Россошь, Воронежская область) за книгу «Донская высота».
«Литературоведение»:
Дмитрий Нечаенко (Москва) за монографию о творчестве Александра Блока.
«Критика»:
Валентина Ефимовская (Санкт-Петербург) за пропаганду русской литературы.
Анатолия Мирошниченко (Харьков) за пропаганду русской литературы.
«Душеполезное чтение»:
Архиепископ Курганский и Шадринский Константин (Расковалов) (Курган) за книгу «И познаете истину»
Протоиерей Александр Шестак за серию статей о русской жизни.
Павел Тужилкин (Саров) за роман-предположение «Пламенный».
«Детская книга»:
Николай Воронов (Санкт-Петербург) за книги «Моя крылатая родня» и «Приговоренный Флёрушка».
Составители Галина Егорова и Евгения Соколова (Волгоград) за книгу " Сталинградское детство ".
«Славянское братство»:
Лариса Лыкошина (Москва) за книгу «Политическое развитие Польши».
Елена Бондарева (Москва) за верность в служении единству славянских народов.
«Наука»:
Михаил Винокуров (Иркутск) за книгу «С чего начинать модернизацию»
«События. Подвиги. Люди.»:
Анатолий Цыб (Обнинск, Калужская обл.) за служение Отечеству.
Федор Конюхов (Москва) за служение Отечеству.
Владимир Зотов (Москва) за служение Отечеству.
Башар Хафез аль-А́сад (президент Сирии с 17 июля 2000 года) — за сопротивление западной экспансии.
Максим Шевченко (Москва) за гражданскую позицию.
Игорь Янин (Москва) за служение русской культуре.
«История»:
Андрей Голицын (Москва) за книгу «Кому же верить?»
Аркадий Минаков (Воронеж) за книгу «Русский консерватизм в первой четверти XIX века».
Виктор Лопатников (Алтайский край) за книгу «Канцлер Румянцев».
«Военная наука»:
Махмут Гареев (Москва) за книгу «Сражения на военно-историческом фронте».
Игорь Касатонов (Москва) за книгу «Триумф ВМФ России в XX веке и его закат».
«Музыкальное искусство»:
Ансамбль старинной казачьей песни «Станица» (Волгоград) за создание музыкального образа России.
Фольклорный ансамбль «Казачий круг» (Москва) за создание музыкального образа России.
Игорь Растеряев (Санкт-Петербург) за отражение русского национального характера в альбоме «Русские песни» .
Владимир Левченко (Краснодарский край) за книгу «Виктор Захарченко — легенда России».
«Изобразительное искусство»:
Елизавета Гаврилова (Москва) за русский портрет.
Мария Савченкова (Москва) за утверждение реалистической школы в русском изобразительном искусстве.
Александр Москвитин (Москва) за художественный атлас России.
Специальным дипломом Союза писателей России отмечены:
Творческий коллектив «Энциклопедии сёл и деревень» за создание и издание книги «Край Серебряно-Прудский в лицах и событиях» (Московская области).
Игорь Ашурбейли (Москва) за служение русской культуре.
Александр Макеев (Москва) за служение русской культуре.
Анатолий Потапенко (Краснодарский край) за служение русской культуре.
2012 год
«Поэзия»:
Надежда Мирошниченко (Сыктывкар) за цикл стихотворений «Русские сердца».
Игорь Тюленев (Пермь) за книгу «И только слово выше света».
Андрей Тарханов (Ханты-Мансийск) за книгу «Видения пророков».
Вадим Терехин (Калуга) за книгу «Среди гласных и согласных».
Алексей Громыхин (Саранск) за стихотворный цикл «Чистый крест».
Сергей Соколовский (Москва) за книгу «В новых садах».
«Проза»:
Виктор Пронин (Москва) «Кинжал для левой руки. Записки на полях криминальных романов».
Михаил Попов (Москва) за книгу «Преображенская площадь».
Александр Тарасов (г. Шебекино) за рассказ «Серёжка».
Олег Скляренко (Москва) за книгу «Консультант по дурацким вопросам».
«Драматургия»:
Алексей Штейнбух (Москва) за создание цикла радиопрограмм «Совбез» и «Война глазами…» ГРК «Радио России».
Александр Куренной (Москва) за создание цикла радиопрограмм «Совбез» и «Война глазами…» для ГРК «Радио России».
Владимир Зимянин (Москва) за создание цикла телепередач о современной культуре.
«Публицистика»:
Марат Мусин, Эль Мюрид (Москва) за книгу «Сирия, Ливия, далее везде».
Анастасия Попова за репортажи с линии огня в Сирии
«Книга о героях»:
Георгий Кузьмичев (Украина, Черкассы) за книгу «Афганистан: боль и бессмертие».
Иван Уханов (Москва) за книгу «Выстрадать и выстоять».
«Литературоведение»:
Станислав Куняев (русский поэт и публицист) за книгу «В борьбе неравной двух сердец».
Анна Евтихиева (Москва) за серию публикаций «Литература 1812 года».
«Критика»
Татьяна Маршкова, Людмила Рыбакова (Москва) за книгу «Большой театр. Золотые голоса».
«Душеполезное чтение»
митрополит Калужский и Боровский Климент (Капалин) (Калуга) за книгу «Слово и вера».
«Детская книга»
Марина Ганичева (Москва) за книгу «Ослик и святое семейство».
«Славянское братство»
Владимир Середин (Москва) за перевод на украинский язык романа М. А. Шолохова «Тихий Дон».
Дмитрий Табачник, Виктор Воронин (Киев) за книгу «Пётр Столыпин».
«Наука»
Юрий Савельев (Москва) за книгу «Искусство историзма и государственный заказ»
Евгения Подрепный (Нижний Новгород) за книгу «Авиационная промышленность СССР в годы „холодной войны“».
«События. Подвиги. Люди.»
Творческий коллектив телекомпании «Союз» (Екатеринбург) за служение Отечеству.
Евгений Савченко (Белгород) за служение Отечеству.
Олег Бакланов (Москва) за служение Отечеству.
Иван Капитанец (Москва) за служение Отечеству.
Сергей Гаврилов (Москва) за служение Отечеству.
Иван Мосякин (Орел) за служение Отечеству.
«История»
Вячеслав Хлесткин (Москва) за книгу «Московский календарь 1812 года»
«Военная наука»
Сергей Куличкин (Москва) за книгу «Первые из первых».
«Музыкальное искусство»
Архангельский фолк-ансамбль «Подруженьки» (Софья Сыроватская, Галина Пигалева) за создание музыкального образа России.
Дмитрий Дмитриенко (Москва) за вклад в русскую музыкальную культуру.
Алексей Козлов (Москва) за вклад в русскую музыкальную культуру.
«Изобразительное искусство»:
Валерий Страхов (Вологда) за художественный атлас России.
Владимир Фролов (пос. Карсун Ульяновской обл.) за сохранение и развитие русской художественной школы.
Валентина Олейникова (Орел) за серию работ «Русский батик».
Специальным дипломом Союза писателей России отмечены:
Творческий коллектив «Редакционно-издательского центра „Классика“» за выдающийся вклад в издание русской классической литературы.
Творческий коллектив серии «Наследие» редакционно-издательского совета АГПИ им. А. П. Гайдара за издание книги «Ярем барщины старинной» (Нижегородская область).
2013 год
«Поэзия»
Николай Добронравов (советский и российский поэт-песенник) за книгу «Светит незнакомая звезда».
Владимир Скиф (Иркутск) за книгу «Молчаливая воля небес».
Александр Горелов (Санкт-Петербург) за «Избранные стихи и поэмы».
Илья Иконников (Архангельск) за книгу «России без неба нельзя».
«Проза»:
Юрий Макаров (г. Ровеньки) за «Батины рассказы».
Николай Гаврилов (Минск) за книгу «Разорвать тишину».
Николай Лугинов (Якутск) за книгу «Хунские повести».
Станислав Китайский (Иркутск) за повести и рассказы последних лет.
«Драматургия»:
Вацлав Дворжак (чешский режиссёр) за создание фильма «Украденное Косово».
Юрий Соломин (советский и российский актёр и режиссёр) за пропаганду классической русской литературы.
Сергей Барабанов (Москва) за сценарий фильма «По ком не звонит колокол».
«Публицистика»:
Сергей Бережной (Белгород) за фронтовые репортажи.
Олег Платонов (Москва) за книгу «Покушение на русское царство»
Татьяна Грачева (Москва) за книгу «Китай в объятиях дракона».
Владимир Десятников (Москва) за книгу «Дневник русского».
Виталий Шевцов (Калининград) за цикл очерков «На русских рубежах».
«Книга о героях»:
Владимир Шигин (российский писатель-маринист) за книгу «Герои русского броненосного флота».
«Литературоведение»:
Игорь Виноградов (Москва) за книгу «Гоголь в воспоминания, дневниках, переписке современников».
«Критика»
Ирина Ушакова (Москва) за составление и подготовку к изданию книги С. А. Рачинского «Из доброго сокровища сердца своего».
«Душеполезное чтение»
Игумен Киприан (Ященко) (Москва) за книгу «Православное воспитание».
Нина Стручкова (Тамбов) за книгу «Хроника Погореловки».
«Детская книга»
Вячеслав Колесник (Белгород) за книгу «Райские яблоки в пламени ада».
Анатолий Горбунов (Иркутск) за книгу «Родиной свет».
«Славянское братство»
Милован Витезович (Сербия) за книгу «Носки короля Петра».
Ирина Даниленко (Украина) за книгу «Молитва как литературный жанр: происхождение и эволюция».
«Наука»
Сергей Губанов (Москва) за книгу «Державный прорыв».
«События. Подвиги. Люди.»
Николай Бурляев (советский и российский актёр) за служение Отечеству.
Олег Костин (Москва) за служение Отечеству.
Геннадий Хомутов (г. Оренбург) за служение русской литературе и многолетнюю поддержку молодых литераторов.
Сергей Прохоров (Москва) за служение Отечеству.
Михаил Ненашев (Москва) за служение Отечеству.
«История»
Алексей Карпов (Москва) за книгу «Великий князь Александр Невский»
Валентин Пак (Приморский край) за книгу «Земля вольной надежды»
«Музыкальное искусство»
Владимир Маторин (Москва) за вклад в русскую музыкальную культуру.
«Изобразительное искусство»:
Владимир Кузьмин (Иркутск) за художественный образ России.
Александр Анохин (Орел) за сохранение и развитие русской художественной школы.
Сергей Сорокин (Москва) за создание памятника адмиралу Ф. Ф. Ушакову на о. Закинф.
……….
2014 год
«Поэзия»
Алексей Грибанков (Москва) за цикл стихотворений о славе русского воинства.
Мария Аввакумова (Москва) за книгу «Стихи Марии».
Виктор Поляков (Самара) за книгу «Избранное».
«Проза»:
Сергей Федякин (Москва) за книгу «Рахманинов».
Николай Кокухин (Москва) за повести «Василисса» и «Источник».
Владимир Карпец (Москва) за книгу «Как музыка или чума».
Сергей Андреев (Санкт-Петербург) за роман «Ось вращения».
«Драматургия»:
Николай Губенко (советский и российский актёр, кинорежиссёр) за пропаганду классической русской литературы.
Михаил Самохвалов (Москва) за создание образа русского человека в кино.
Константин Сёмин (Москва) за программу «Агитпроп».
«Публицистика»:
Ольга Кулыгина (Москва) за фронтовые репортажи.
Александр Сегень (Москва) за книгу «Наше родное».
«Книга о героях»:
Геннадий Казанцев (Москва) за книгу «Страна Лимония».
«Литературоведение»:
Владимир Воропаев (Москва) за книгу «Однажды Гоголь…».
Елена Кайнова (Тольятти) за составление и подготовку к изданию книги Александра Ширяевца «Русь в моем сердце поёт».
Наука
Маргарита Чернышева (Москва) за составление и подготовку к изданию книги «Славянские лексикографы».
«Душеполезное чтение»
Пётр Казанцев (Салехард) за составление и подготовку к изданию книги святителя Нектария Эгинского «Возвышение скорбями».
Виктор Бакин (Вятка) за книгу «На великую…».
«Детская книга»
Алексей Мещеряков (Красноярск) за книгу «Данилка-волшебник и его родичи».
Священник Савва Михалевич (Московская область) за книгу «Тропою натуралиста».
«Славянское братство»
Веселин Конатар (Белград) за пропаганду русской и сербской литературы.
«События. Подвиги. Люди»
Николай Александров (Новосибирск) за создание исторической документально-образовательной серии фильмов «Великая Сибирь».
Владимир Орлов (Москва) за служение Отечеству.
Игорь Стрелков (Москва) за служение Отечеству.
«История»
Павел Васильев (Курск) за книгу «Символы правосудия: от античности до современности».
Владимир Балашов (Московская область) за подготовку и издание альбома «Русь возродится верой».
«Музыкальное искусство»
Александра Пахмутова (советский и российский композитор) за вклад в русскую музыкальную культуру.
Владимир Минин (российский хоровой дирижёр, педагог) за вклад в русскую музыкальную культуру.
Надежда Крыгина (Москва) за вклад в русскую музыкальную культуру.
Елена Боронина (Москва) за радиопередачу «Экспедиция в Россию». (Радио «Говорит Москва»).
«Изобразительное искусство»:
Павел Рыженко (Москва) за художественный образ России.
Валентин Папко (Краснодар) за художественный образ России.
Геннадий Животов (Москва) за вклад в русскую культуру изобразительного искусства.
Специальным дипломом Союза писателей России отмечены:
Творческий коллектив независимого новостного агентства «ANNA-NEWS» за новые технологии фронтовой журналистики.
Творческий коллектив информационно-аналитической службы «Русская народная линия» за вклад в развитие национального самосознания.
2015 год
«Поэзия»:
Сергей Щербаков (Московская область) за книгу «Любимых женщин имена».
Галина Рудакова (Архангельская область) за книгу «Когда цветёт светлынь-трава».
Юрий Орлов (Иваново) за книгу «Лирика».
Евгений Таган (Златоуст) за книгу «Край-государь».
«Проза»:
Александр Антипин (Архангельская обл.) за книгу «Белое море, чёрная изба».
Николай Коняев (Санкт-Петербург) за книгу «Непобежденная крепость».
Кирилл Еськов (российский арахнолог, писатель) за книгу «Америка (reload game)».
Михаил Зарубин (Санкт-Петербург) за книгу «Непостижимая Родина».
«Драматургия»:
Марк Барталмай (Германия) за фильм «Украинская агония — скрытая война».
Александр Харченко, Сергей Шилов (Москва) за фильм «Затмение Халифа».
Сергей Кисличенко (Москва) за пропаганду классической русской литературы.
«Публицистика»:
Владимир Мартышин (Ярославская обл.) за книгу «Лелею я память рода».
Ольга Четверикова (Москва) за книгу «Диктатура „просвещённых“: дух и цели трансгуманизма».
Виктор Линник (Москва) за серию аналитических статей о внутренней и внешней политике.
«Книга о героях»:
Николай Лутюк (Белгород) за книгу «Непобеждённые».
«Литературоведение»:
Алексей Смоленцев (Вятка) за монографию «Жизнь Арсеньева»: «контексты понимания» и символика образов".
«Наука»
Геннадий Скорынин (Екатеринбург) за книгу «100 лет с изотопами».
«Душеполезное чтение»
Григорий Любимов (Москва) за книгу «Слава России».
Маргарита Бирюкова (Москва) за возвращение творческого наследия духовных писателей XIX века.
«Детская книга»
Николай Гребнев (Курск) за книги «„Восток“-Озерки», «Тимошка прилетел!».
Любовь Московенко (Иркутск) за книгу «Дедушкины уроки».
«Славянское братство»
Славенко Терзич (Белград) за развитие российско-сербских духовных связей.
«Архитектура»:
Иван Лыкошин (Москва) за книгу «Сергей Чернышёв. Архитектор Новой Москвы».
«События. Подвиги. Люди.»
Сергей Лавров (Министр иностранных дел Российской Федерации) — за верность долгу и служение Отечеству.
Валентина Терешкова (лётчик-космонавт СССР) за верность долгу и служение Отечеству.
Александр Стручков (Москва) за большой вклад в проведение 110-летнего юбилея М. А. Шолохова.
Андрей Черномырдин (Москва) за большой вклад в проведение 110-летнего юбилея М. А. Шолохова.
«История»
Татьяна Малютина (Воронеж) за книгу «Кому память, кому слава…».
Владимир Аннушкин (Москва) за книги «История русской риторики», «Основы русской филологии».
«Музыкальное искусство»
Владимир Топоров (Вологда) за вклад в русскую музыкальную культуру.
Александр Ведерников (Москва) за вклад в русскую музыкальную культуру.
Владимир Беляев (Москва) за вклад в русскую музыкальную культуру.
Елена Сапогова (Москва) за вклад в русскую музыкальную культуру.
«Изобразительное искусство»:
Николай Пластов, Татьяна Пластова (Москва) за вклад в русскую культуру изобразительного искусства и издание альбома Народного художника СССР Аркадия Пластова.
Николай Новиков (Златоуст) за возрождение традиции златоустовской гравюры на металле.
Специальным дипломом союза писателей России отмечены:
Управление культуры Белгородской области за неустанное радение о развитии культуры Родного края.
Творческий коллектив газеты «Русь Державная» за вклад в развитие национального самосознания.
2016 год
«Поэзия»
Валерий Савостьянов (г. Тула) за книгу «Русский крест».
Василий Казанцев (г. Голицыно) за книгу «Восторг бытия».
Ольга Корзова (Архангельская область) за книгу «На широких ветрах».
«Проза»:
Роман Амосов (Чита) за книгу «Подъем на холм».
Юрий Леканов (Москва) за книгу «Чистосердечные признания».
Владимир Казмин (г. Луганск) за повесть «Красавка».
«Драматургия»:
Виктор Токарев (Иркутск) за постановку спектакля «Иннокентий»
Константин Малофеев (Москва) за создание информационного телеканала «Царьград».
Максим Скороходов (Владимирская область) за фильм «Ищите невесту? Приезжайте на Петровские смотрины».
«Публицистика»:
Никита Михалков (советский и российский киноактёр, кинорежиссёр) за передачу «Бесогон» и книгу «Мои дневники и записные книжки, 1972—1993. „Иль всё приснилось мне?..“».
Александр Зубарев, Виктор Викторов (Курск) за книги «Заступница земли Курской», «Сейм. Река истории, история реки», «Курская битва. Огненное лето 43».
Владимир Большаков (Москва) за серию аналитических книг о внутренней и внешней политике.
«Книга о героях»:
Александр Бондаренко (Москва) за книгу «Фитин: начальник разведки».
«Литературоведение»:
Протоиерей Артемий Владимиров (Москва) за книгу «Открытый занавес». Размышления священника над «Маленькими трагедиями» А. С. Пушкина.
Александр Вычугжанин, Дмитрий Мизгулин (Тюмень) за книгу «Деньги, банки, перо».
Муса Албогачиев (Республика Ингушетия) за книгу «Кавказский пленник».
«Критика»
Лев Степаненко (Омск) за серию статей о современном театральном искусстве.
«Справочная литература»
Леонид Саверский (г. Курган) за книгу «Русский дом».
Валерий Степанченко (г. Салехард) за словник «Говорим. Гутарим, балакаем и возрождаем!».
«Душеполезное чтение»
Наталья Романова (Москва) за книгу «Гефсиманский сад».
Василий Кастерин (Москва) за книгу «Не опали меня, Купина».
«Детская книга»
Евгений Спицын (российский педагог, публицист) за серию книг по русской истории.
Виктор Нефедьев (Москва) за рассказы о русской природе.
«Наука»
Вячеслав Медушевский за вклад в развитие русской музыкальной науки.
Николай Ракитянский (Москва) за книгу «Ментальные исследования глобальных политических миров».
«События. Подвиги. Люди.»
Вячеслав Бочаров (Москва) за верность долгу и служение Отечеству.
Алла Панкова (Москва) за верность и служение Русскому слову.
Галина Бушуева (Николаев) за верность долгу и служение детям.
«История»
Леонид Болотин (Москва) за книгу «Странствия по времени. Древняя Русь сквозь призму „Повести временных лет“».
«Славянское братство»
Светлана Горбачева (Белгород) за верность славянскому единству.
«Музыкальное искусство»
Михаил Лавровский (Москва) за вклад в русскую балетную школу.
Анна Литвиненко (Москва) за вклад в русскую музыкальную культуру.
Наталья Герасимова (Москва) за вклад в русскую музыкальную культуру.
Евгения Рубцова (Сасово, Рязанская область) за вклад в русскую музыкальную культуру и фестиваль, посвященный композитору Александру Аверкину.
«Изобразительное искусство»:
Николай Селиванов (Москва) за создание серии скульптурных портретов русских поэтов.
Батраева Наталья (Кубань) за серию фоторепортажей с линии огня (Косово, Донбасс, Южная Осетия…)
Специальным дипломом союза писателей России отмечены:
Эвелина Софронова (Москва) за подготовку и издание книги стихотворений «Донской крутояр» А. В. Софронова.
Творческий коллектив Музея В. И. Даля (Луганск) за книгу «Дорогами Судьбы В. И. Даля».
Творческий коллектив альманаха «Соловецкое море» (Архангельск) за вклад в развитие национального самосознания.
2017 год
«Поэзия»
Владимир Ягличич (г. Белград, Сербия) за стихи и поэмы последних лет.
Андрей Медведенко (г. Луганск) за поэму «Нескончаемый рейд».
«Проза»:
Ольга Овчаренко (Москва) за художественную биографию «Юрий Кузнецов».
Николай Ольков (Тюмень) за книгу «На ресничках деревни слезинки».
Елена Чубенко (Забайкалье) за книгу «Вот так и живем».
Андрей Курцев (Курск) за роман «Император иллюзий».
«Драматургия»:
Валерий Иванов-Таганский (Москва) за книгу «Любовь со взломом» (пьесы).
Михаил Голубович (Луганск) за постановку спектакля «Распятая юность».
Александр Стриженов (российский кинорежиссёр и сценарист) за программы «Звезда на „Звезде“» и «Десять фотографий».
Григорий Дунаев (Москва) за служение Русскому слову и литературе.
«Публицистика»:
Владимир Десятерик (Москва) за книгу «Истина в многоголосии мнений».
Евгений Толстых (Воронеж) за книги «Кулисы приоткрылись» и «Пятая колонна».
Александр Иваницкий (Москва) за пропаганду отечественного спорта.
«Критика»
Ольга Москвина (Уссурийск) за серию статей о русской поэзии XX—XXI века.
«Книга о героях»:
Эдуард Ефремов (Воронеж) за книгу о юных минерах «Дни, как смерть, страшны».
«Литературоведение»:
Алексей Фёдоров (Москва) за книгу «Алексей Константинович Толстой и русская литература его времени».
Марина Щербакова (Москва) за книгу «В преддверии Русской Палестины. Летопись Русской Духовной Миссии в Иерусалиме».
«Душеполезное чтение»
Евгения Трошина (Москва) за книгу «Милосердные сёстры».
Епископ Вениамин (Лихоманов), монах Игнатий (Волков), Ирина Менькова (Ярославская область) за подготовку и издание книг «Все мы — Христовы» в 3-х т.
Владимир Дмитриев (Владимир) за серию очерков «Народный православный календарь».
"События. Подвиги. Люди. "
Протоиерей Сергий Тришкин (Москва) за организацию активной работы социальной помощи.
Владимир Кузин (Москва) за верность и служение Русскому слову.
Жан Зинченко (Москва) за верность долгу и служение Отечеству.
«Наука»
Коллектив учёных кафедры общей и социальной педагогики ВГПУ (Воронеж) за монографию «Образовательная деятельность и историко-культурное наследие Отчего края».
«Славянское братство»
Юрий Чефранов (г. Белгород) за верность славянскому единству.
«Музыкальное искусство»
Борис Акимов (Москва) за вклад в русскую балетную школу.
Людмила Сафонова (Москва) за вклад в русскую музыкальную культуру.
Виталий Натаров (Самара) за вклад в русскую музыкальную культуру.
Светлана Игнатьева (Москва) за вклад в русскую музыкальную культуру.
«Изобразительное искусство»:
Анна Дорошенко (Нижний Новгород) за иллюстрации книг для детей.
Геннадий Павлов (Москва) за Русский портрет.
Владимир Погодин (Москва) за книгу-альбом «Сергей Дилакторский».
Специальным дипломом союза писателей России отмечены:
Творческий коллектив Детского семейного образовательного телеканала «Радость моя» (Москва) за вклад в развитие национального самосознания.
Творческий коллектив журнала «Александръ» (Мичуринск) за вклад в развитие национального самосознания.
Творческий коллектив журнала «Православный просветитель» (Тюмень) за вклад в развитие национального самосознания.
2018 год
«Поэзия»
Владимир Силкин (Москва) за стихи последних лет.
Ким Хвалынский (Ульяновская области) за стихи последних лет.
«Проза»:
Владислав Попов (Архангельская области) за книгу «Ворота в синее поле».
Адель Алексеева (Москва) за повесть «Уроки в полнолуние».
Глеб Яковенко (Московская область) за книгу «Бандеры и москали».
«Драматургия»:
Людмила Зайцева (Москва) за пропаганду классической русской литературы.
«Публицистика»:
Протоиерей Николай Булгаков (Москва) за очерк «Т. С. Мальцев: „Безнравственность хуже неграмотности“».
Пётр Мальцев (Белгородская область) за серию краеведческих книг.
Олег Смолин (Смоленск) за статьи по защите традиций отечественного образования.
«Книга о героях»:
Виталия Фролков (Донецк) за книгу «Донецкий рассвет».
Екатерина Панфилова, Герой ДНР за книгу-очерк «Война по зову сердца».
«Литературоведение»:
Евгений Новичихин (Воронеж) за книгу о воронежских писателях «Штрихи».
Эдуард Афанасьев (Москва) за книгу «Мир навоевался! Мир — в весёлой работе».
«Наука»
Эдуард Саруханян (Женева) книгу «Мои полярные года».
«Детская книга»
Лев Тырин (Волгоград) за книгу «Картинки моего Сталинградского детства».
«Душеполезное чтение»
Вячеслав Бондаренко (Минск) за книгу «Отец Иоанн (Крестьянкин). И путь, и истина, и жизнь».
«Славянское братство»
Елена Овчаренко (Минск) за верность и служение славянскому единству.
"События. Подвиги. Люди. "
Вера Ефремова (Орёл) за верность долгу и служение памяти И. С. Тургенева.
Николай Мельник (Луганск) за верность спортивному братству.
Марина Белогубова (Москва) за верность долгу и служение Отечеству.
Сергей Лаковский (Ульяновск) за верность и служение Византийской традиции.
«История»
Елена Грехова (Бийск) за книгу «В поисках древней дороги».
Ольга Жукова (Москва) за книгу «Культурная жизнь СССР как феномен повседневности Великой Отечественной войны 1941-45 гг.»
«Музыкальное искусство»
Лидия Музалева (Обнинск) за вклад в русскую музыкальную культуру.
Михаил Гужов (Москва) за вклад в русскую музыкальную культуру.
Владислав Смелов (Архангельск) за вклад в русскую музыкальную культуру.
Галина Краснова (Москва) за вклад в русскую музыкальную культуру.
«Изобразительное искусство»:
Эльмира Петрова, Дмитрий Петров (Москва) за вклад в русскую школу изобразительного искусства.
Анатолий Ашаков (Ульяновская область) за возрождение византийской традиции в изобразительном искусстве.
Марина Петрова (Москва) за пропаганду русской школы изобразительного искусства.
Специальным дипломом союза писателей России отмечены:
Ирина Новикова (Москва) за составление и издание книгиА.С. Новикова-Прибоя «Победитель бурь».
Олег Морозов (Екатеринбург) за осуществление проекта «Симеонова тропа».
Творческий коллектив радио «Говорит Саров» за создание цикла передач «Жизнь и культура».
2019 год
«Поэзия»
Николай Седов (Краснодар) за книгу «Аз».
Владимир Попов (Томилино) за книгу «Архангельская тетрадь»
Сергей Ташков (Белгород) за стихи последних лет.
«Проза»:
Валентина Сидоренко (Иркутск) за роман «Страстотерпицы».
Николай Дроздов(советский и российский учёный-зоолог) за книгу «Удивительные путешествия по странам и континентам».
«Драматургия»:
Фольклорный театр поморской культуры «Сузёмье» за постановку «Поморские гуляния на Николу Зимнего».
«Публицистика»:
Нина Жукова (Москва) за книгу «Жить по-русски».
«Книга о героях»:
Епископ Балашихинский Николай (Погребняк) за книгу «Женское лицо Победы»
Константин Полупанов (Ростов-на-Дону) за книгу «Звёзды мужества».
«Литературоведение»:
Ольга Фетисенко (Санкт-Петербург) за книгу «Семья Аксаковых и Н. С. Соханская (Кохановская). Переписка».
Виктор Петров (Тамбов) за книгу «Колодец поэзии. Опыт погружения».
Справочная литература
Николай Каланов (Москва) (писатель-маринист) за книги: «Словарь пословиц и поговорок о море», «Словарь морского жаргона».
Галина Романова (Москва) за «Объяснительный словарь старинных русских мер».
«Душеполезное чтение»
Елена Носкова (Таруса) за «Большую книгу Рождества».
«Детская книга»
Иван Бардин (Новокуйбышевск) за книгу «В гостях у дяди Вани».
Анастасия Горюнова-Борисова (Москва) за «Путешествие на Соловецкие острова».
«Наука»
Алексей Величко (Санкт-Петербург) за книгу «Исихазм в праве и политике».
«Славянское братство»
Творческий коллектив телеканала «Интер» (Киев) за документальный проект «Наш Блаженнейший».
«События. Подвиги. Люди.»
адыгейский поэт Исхак Машбаш (Майкоп) за вклад в литературу народов России.
Дмитрий Кабалин (Белгород) за верность долгу и служение Отечеству.
Станислав Парфёнцев (Москва) за верность и служение Русскому слову.
Виталий Явельский (Москва) за служение детям.
Наталья Кузнецова (Самара) за верность долгу и служение русской музыкальной культуре.
«История»
Виктор Саулкин (Москва) за книгу «Александр Невский. Начало Империи».
«Музыкальное искусство»
Максим Павлов (Москва) за вклад в русскую музыкальную культуру.
Василий Овсянников (Москва) за вклад в русскую музыкальную культуру.
Анатолий Гальянов, Дмитрий Иващенко (Новосибирск) за вклад в русскую музыкальную культуру.
Мария Видяпина (Рязань) за вклад в русскую музыкальную культуру.
Александр Щербаков (Воронеж) за вклад в русскую музыкальную культуру.
«Изобразительное искусство»:
Владимир Золотайкин (Ростов Великий) за создание художественного образа России.
«Территория слова»:
Творческий коллектив «Красноярской газеты» за вклад в развитие национального самосознания.
Творческий коллектив Белгородского государственного литературного музея за создание памятной выставки В. Н. Ганичева «Росс непобедимый».
Творческий коллектив Музея им. П. П. Ершова за вклад в развитие национального самосознания.
2020 год
«Поэзия»:
Сергей Постолов (Белгород) за книгу стихов «В моей крови великий век».
Владимир Хомяков (Сасово) за стихи и песни.
Ранко Радович (Черногория) за стихи и песни последних лет.
«Проза»:
Олег Игнатьев (Москва) за роман «Ключи от Стамбула».
Владимир Сутырин (Екатеринбург) за книгу «О том, что остается за кадром».
Юрий Хоба (г. Докучаевск) за книгу «И вновь пылит Чумацкий шлях».
«Драматургия»:
Архангельский театр кукол за постановку сказа «Золочёные лбы» Бориса Шергина.
Александр Галибин (Москва) за фильм «Сестрёнка».
Иван Сидельников (Санкт-Петербург) за вклад в документальное просветительское кино.
«Публицистика»:
Алексей Лазарев (Москва) за книгу «В тисках элит».
«Книга о героях»:
Владимир Никулин (Краснодар) за книгу «По Непалу и Тибету».
Георгий Баранов (Подольск) за книгу «Комбат»
«Критика»
Владимир Юдин (Тверь) за служение русскому слову и литературе.
«Литературоведение»:
Лариса Вигандт (Барнаул) за книгу «Александр Родионов».
«Справочная литература»
Сергей Сущанский (Магадан) «Штрихи к портретам».
«Душеполезное чтение»
Игуменья Ангелина (Нестерова) (Вязьма) за серию очерков о русских подвижниках.
Вера Орлова (Тамбов) за серию очерки о народной бытовой культуре XX века.
«Детская книга»
Татьяна Ашмарина (Бийск) за хрестоматию литературы Алтайского края «Алтайские жарки»
«Наука»
Марина Власова (Санкт-Петербург) за монографию «Русский Север: брошенная земля: Фольклор несуществующих деревень (особенности и контексты бытования)».
Елена Самоделова (Москва) за монографию «Образ ребенка и матери в рязанском фольклоре и этнографии».
«Славянское братство»
Анатолий Турилов (Москва) «Источники сербского средневековья»
Александр Назаренко (Москва) за книгу «Древняя Русь и славяне».
«События. Подвиги. Люди.»
Константин Ильин (г. Калязин) за верность долгу и служение Отечеству.
Анатолий Верховский (посмертно) за верность памяти святой Царской Семье.
Наталья Ашманова (Сасово) за верность долгу и служение русской музыкальной культуре.
Наталья Прошина (Екатеринбург) за создание музея святой Царской Семье в КПЦ «Царский»
Василий Гребенюк (Москва) за вклад в развитие русской гуманитарной науки.
«История»
Ольга Ивицкая (Севастополь) за серию очерков по истории Черноморского флота и Севастополя.
Николай Нырков (Рязань) «Спас-Клепики. Страницы прошлого»
«Музыкальное искусство»
Максим Щербицкий (Смоленск) за вклад в русскую музыкальную культуру.
Светлана Филиппова (Москва) за вклад в русскую музыкальную культуру.
Артур Муллагулов (Самара) за вклад в русскую музыкальную культуру.
Детский ансамбль «Октоих» (Екатеринбург) за вклад в русскую духовную музыкальную культуру.
«Изобразительное искусство»:
Виктор Шилов (Москва) за создание художественного образа России.
Татьяна Щорс (Москва) за сохранение художественных ремёсел на радость людям.
«Территория слова»
Творческий коллектив журнала «Славяне» (Москва, главный редактор С. Н. Бабурин) за вклад в развитие культурных связей славянских народов.
Коллектив Белгородской государственной универсальной научной библиотеки за любовь к книгам, читателям и писателям.
Коллектив Литературного музея Степана Щипачева (г. Богданович) за вклад в развитие национального самосознания.
2021 год
«Поэзия»:
Раиса Мороз (Владивосток) за стихи последних лет.
Анатолий Евсеенко (Суздаль) за стихи последних лет.
Анатолий Папанов (Белгород) за стихи последних лет.
«Проза»:
Александр Попов (Москва) за повесть «Храм на Богоне».
Фёдор Березин (Донецк) за книгу «Мы из прошлого».
«Драматургия»:
Дмитрий Дарин (Москва) за драматическую поэму «Царь Иоанн Первый Грозный. Битва за Русь».
Жанна Болотова (Москва) за утверждение русского слова в театре и кино.
Полина Нечитайло (Москва) за утверждение русского слова в театре и кино.
Руслан Шегуров (Саров) за утверждение русского слова в театре.
Валентин Борисов (Москва) за вклад в документальное просветительское кино.
«Публицистика»:
Владимир Винников (Москва) за статьи и очерки о проблемах русской жизни.
Валерий Кириллов (Адреаполь) за книгу «И душа с душою говорит…»
«Хранители традиций»
Вахит Хызыров (Уфа) за книгу «Кладовые моей памяти».
Евгений Карпук (Курск) за книги и статьи о русской родословной культуре.
Семейный ансамбль «Хмель» (Нижегородская область) за сохранение традиций русской народной культуры.
«Книга о героях»:
Анна Писецкая (Москва) за книгу «Без вести пропал. Война глазами матерей».
«Литературоведение»:
Юрий Лебедев (Кострома) за вклад в сохранение литературного наследия.
Владимир Котельников (Санкт-Петербург) за вклад в сохранение литературного наследия.
«Справочная литература»
Сергей Сущанский (Магадан) «Штрихи к портретам».
«Душеполезное чтение»
Елена Романенко (Москва) за книгу в серии «ЖЗЛ» «Нил Сорский».
Протоиерей Геннадий Фаст (Москва) за книгу «А вечность уже началась…»
«Детская книга»
Юрий Баранов (Иркутск) за книгу «Иркутский драгун Лёшка и его друзья».
«Славянское братство»
Митрополит Черногорско-Приморский Иоанникий (Мичович) (Черногория)]] за сохранения православного единства славян.
Александр Николюкин (Москва) за продвижение творческого наследия русских славянофилов к читателю.
«События. Подвиги. Люди.»
Николай Гаврилов (Москва) за верность долгу и служение Отечеству.
Сергей Пригарин (Можайск) за верность долгу и служение Отечеству.
Александр Петров (Фронтовое агентство «ANNA News») за верность долгу и служение Отечеству.
Анатолий Ярмоленко (Белоруссия, ансамбль «Сябры») за песню «Ты помнишь, мы раньше друг другу писали…»
Джульетта Якубович (Луганск) за верность дружбе народов и музыкальному искусству.
Татьяна Скабард (Украина) за создание фильма «Всё проходит…».
«История»
Сергей Высоцкий (Москва) за книгу «Всё, что было, всё уплыло».
Адмирал Игорь Касатонов (Москва) за серию книг по истории военно-морского флота Российской империи, СССР и Российской Федерации.
«Музыкальное искусство»
Анатолий Полетаев (Москва) за вклад в русскую музыкальную культуру.
Вера Каяцкая (Москва) за вклад в русскую музыкальную культуру.
Анна Сиднина (Москва) за вклад в русскую духовную музыкальную культуру.
Уральский русский народный хор (Екатеринбург) за вклад в русскую музыкальную культуру.
«Изобразительное искусство»:
Геннадий Провоторов (Москва) за создание художественного образа России.
Николая Шушалыков (Екатеринбург) за сохранение и развитие русской иконописной традиции.
Юрий Сергеев (Москва) за создание художественного образа России.
«Территория слова»
Институт мировой литературы имени А. М. Горького РАН и Государственный музей-заповедник М.А. Шолохова (Москва — ст. Вешенская) за издание писем читателей М. А. Шолохову 1929—1955 гг. «Очень прошу ответить мне по существу…».
2022 год
«Поэзия»
Екатерина Козырева (Москва) за книгу «Числа».
Григорий Вихров (Москва) за стихи последних лет.
Валерий Фокин (Вятка) за стихи последних лет.
Сушенцова Татьяна (Казань) за стихи последних лет.
«Проза»
Сергей Луконин (Москва) за книгу «Когда-нибудь да вернется».
Александр Громов (Самара) за повесть «Любовь».
Дмитрий Лиханов (Москва) за роман «Звезда и крест».
«Драматургия»
Юлия Стихарева (Москва) за цикл передач «Кулинарное паломничество».
Сергей Зайцев (Москва) за вклад в документальное просветительское кино.
«Публицистика»
Людмила Жукова (Москва) за статьи и очерки о проблемах русской жизни.
Константин Житов (Иркутск) за статьи и очерки о героях «Иркутской стенки».
Валентин Свининников (Москва) за серию статей о проблемах русской культуры.
«Военная публицистика»
Геннадий Алёхин (Белгород) за создание «Хроники военной операции на Украине».
«Хранители традиции»
Сергей Никоненко (Москва) за создание музея Сергея Есенина в Москве.
Сергей Васильев за восстановление усадьбы Степановское-Волосово (Тверская область).
Ансамбль «Мурома» (Владимирская область) за развитие традиций народного песенного искусства.
«Книга о героях»
Тамара Лобова (Пятигорск) за книгу «Письма под образами».
Валерий Петров (Коломна) за книгу «Непобедимый».
«Литературоведение»
Виктор Боченков (Москва) за книгу «По голгофским русским пригоркам».
Владимир Кириллин (Москва) за вклад в сохранение литературного наследия.
Татьяна Богданова (Москва) за вклад в сохранение литературного наследия.
«Душеполезное чтение»
Протоиерей Александр Дьяченко (Владимирская область) за книгу «Шестое чувство».
Епископ Луховицкий Евфимий (Моисеев) (Москва) за книгу «Апостол Германии. Бонифаций, архиепископ Майнцский: просветитель, миссионер, мученик: житие, переписка. Конец VII — начало VIII века».
«Детская книга»
Семья Римм (Волгоград) за серию книг «Исторический путеводитель».
«Славянское братство»
Иван Чарота, Анна Наумова (Минск) за книгу «Основы сербистики».
Александр Павич (Сербия) за серию аналитических статей о проблемах славянского мира.
«События. Подвиги. Люди»
Антон Шкаплеров (Москва) за верность долгу и служение Отечеству на земле и на небе.
Александр Парецкий (Донецк) за верность долгу и служение Отечеству.
«Справочная литература»
Николай Кашпор (Москва) за фотоэнциклопедию «Грибы».
«Экономика» 
Валентин Катасонов (Москва) за книгу «Золотой лохотрон. Мировая экономика как финансовая пирамида».
«Музыкальное искусство»
Андрей Шлячков (Москва) за вклад в русскую музыкальную культуру.
Надежда Колесникова (Москва) за вклад в русскую музыкальную культуру.
Олег Иванов (Москва) за вклад в русскую музыкальную культуру.
Ксения Поздеева (Тверь) за вклад в русскую музыкальную культуру.
«Изобразительное искусство»
Виктор Хвостенко (Алтайский край) за серию иллюстраций к произведениям русских писателей.
Елена Безбородова (Москва) за серию работ «Пространство духовности».
Елена Григорьева (Донецк) за вклад в русскую школу живописи.
«Территория слова»
Журнал «Молодая гвардия» (Москва) за сохранение журнальной традиции.
2023 год
«Поэзия»
Анжелика Салтанова (Ростов-на-Дону) за книгу «Небесные киты».
Владислав Русанов (Донецк) за стихи последних лет.
Александр Жарков (Москва) за цикл стихотворений «Памяти воина Андрея Рябцева».
Абдулла Исса (Палестина) за книгу «Там, где тени страдают».
«Проза»
Валерий Чубар (Архангельск) за книгу «Солнышко на плече»
Игорь Срибный (Минеральные Воды) за книгу «Отряд поручика Лермонтова».
Татьяна Макарова (г. Клин) за повесть «На реках Вавилонских…».
«Драматургия»
Борис Галкин (Москва) за служение Русскому слову и литературе.
ТРК «Таврия» (Геническ) за верность Русской речи.
«Публицистика»
Владимир Самойлов (Москва) за серию статей о проблемах русской жизни.
«Военная публицистика»
Людмила Гладкая (Минск) за серию очерков «Специальный репортаж. Донбасс».
Анна Адамова (Донецк) за книгу «Записки доктора Анечки».
Даниил Туленков (Москва) за книгу «Записки о войне в Малороссии бойца Шторма-Z».
«Книга о героях»
Геннадий Антонов (Москва) за книгу «Жизнь и служение адмирала Матюшкина».
Оксана Непомнящих (Севастополь) за книгу «Подними голову!»
Геннадий Ельцов, Евгения Кириллова (Чебоксары) за книгу «Позывной „Маэстро“».
«Литературоведение»
Ольга Крашенинникова (Москва, ИМЛИ РАН) за книгу «Маркел Радышевский. Критик синодальной реформы Русской Церкви».
Михаил Кильдяшов (Оренбург) за вклад в сохранение литературного наследия.
«Памятники церковной письменности»
Вадим Крысько, Мария Пузина (Москва) за издание 1-2 книг «Славянский Минейный стихирарь (по рукописям XII—XIII вв.)».
«История»
Василий Рева (Москва) за книгу «Следствие сквозь годы… Воспоминания ветеранов следствия».
«Душеполезное чтение»
Ольга Орлова (Москва) за книгу «Достигайте любви».
Надежда Дробышевская (Москва) за книгу «По тонким нитям судеб батюшки».
«Детская книга»
Илья Копытов (Москва) за книгу «Галактика в опасности».
«Критика»
Николай Коновской (Москва) за книгу «У Бога все живы».
«Хранители традиций»
Татьяна Петрова (Уфа) за верность долгу и служение памяти семьи Аксаковых.
Музей Казанской епархии за создание музейного проекта «Пять веков Библии в Казани».
Фольклорный ансамбль «Веретёнце» (Москва) за развитие традиций народного музыкального искусства.
Полина Викулова (Белозерск) за создание Культурного центра «Наш современник» им. С. В. Викулова.
Народный фольклорный ансамбль «Суморяночка» (р.п. Вознесенское) за развитие традиций народного музыкального искусства.
«События. Подвиги. Люди»
Татьяна Кузьмич (Херсон) за верность долгу и служение Русскому слову.
«Музыкальное искусство»
Ирина Крутова (Москва) за вклад в музыкальную культуру России.
Тимур Ведерников (Москва) за вклад в музыкальную культуру России.
Государственный академический Омский русский народный хор за вклад в русскую музыкальную культуру.
Арт-группа «Ларго» за вклад в музыкальную культуру России.
«Изобразительное искусство»
Виктория Андреянова (Москва) за верность традиции и коллекцию «Шуйские ситцы».
Егор Зайцев (Москва) за серию работ «Русские лики».
Екатерина Калиниченко (Донецк) за проект «Картины о Донбассе из коллекций российских музеев».
«Территория слова»
Авторский коллектив (Волгоград) за книгу «Женщины — ангелы Сталинградской Победы».
Творческий коллектив (Воронеж) за издание документального сборника «Подвиг народа» о борьбе воронежцев с немецко-фашистскими оккупантами в годы Великой Отечественной войны.
2024 год
«Поэзия»
Сергей Григорьев (Архангельск) за стихи и песни последних лет.
Владимир Александров (Москва) за перевод книги стихотворений Терентия Гранели.
«Проза»
Андрей Лисьев (Москва) за книгу «Не прощаемся».
«Драматургия»
Алексей Дубровский (Москва) за верность Русскому классическому театру.
Эмир Кустурица, Йован Маркович (Сербия) за фильм «Люди Христовы. Наше время».
Ирина Хохлова (Донецк) за цикл передач  на ТВ о нашей истории.
Борис Лизнев (Москва) за фильм «Шаги».
«Публицистика»
Игорь Войнов (г. Миас) за книгу «Миас в ногу ходить не умеет».
Анатолий Кряженков (Белгородская обл.) за статьи и очерки о героях Слобожанщины.
«Книга о героях»
Николай Бодрихин (Москва) за книгу «Кожедуб»
Ирина Шатырёнок (Гродно) за книгу «Командир».
«Литературоведение»
Руслан Солопенко (Воронеж) за серию статей о творчестве Ивана Никитина.
Александр Осыков (Белгород) за библиографический словарь «Писатели Белогорья».
Издательство ИМЛИ РАН (Москва) за издание «Платонов А.П. Собрание сочинений» (Главный редактор издания Н.В. Корниенко).
«История»
Олег Вронский (Тула) за книгу «Настало время обнажить меч».
«Душеполезное чтение»
Евгений Ванькин (Москва) за книгу «Путеводитель по Сирии и Ливану».
«Детская книга»
Светлана Замлелова (Москва) за книгу «Русский гений».
Издательский дом Вахромеева (Москва) за «Словарь-справочник к произведениям А.С. Пушкина».
«Критика»
Галина Иванкина (Москва) за серию статей о бытовой культуре советской эпохи.
«Наука»
Галина Сагач, Владимир Мартыненко (Херсонская обл.) за монографию «Экология красоты природы: духовно-нравственное измерение».
«Хранители традиций»
Андрей Родин, Эдуард Оленев (Ярославская обл.) за создание Рыбинского музея адмирала Ф.Ф. Ушакова.
Михаил Столяров (Вологодская обл.) за создание музея «Традиционные лодки Белозерского края».
Александр Клоков (Липецк) за издание книги «Записки Липецкого краеведческого общества».
«События. Подвиги. Люди»
Мария Рохлина (Москва) за верность долгу и служение Отечеству.
Александр Соколов (Москва) за верность долгу и музыкальному искусству.
«Cлавянское братство»
Биляна Живкович (Сербия) за книгу «Сербская голгофа».
Ранко Гойкович (Сербия) за книгу «Сербы и русские — братья по Промыслу Божию».
«Музыкальное искусство»
Михаил Казаков (Москва) за вклад в музыкальную культуру России.
София Брусникина (Архангельск) за вклад в музыкальную культуру России.
Александр Бардин (Саранск) за вклад в музыкальную культуру России.
Государственный академический Рязанский русский народный хор имени : Евгения Попова (Рязань) за вклад в музыкальную культуру России.
«Изобразительное искусство»
Иван Глазунов (Москва) за верность Русской художественной школе.
Алексей Георгиевский (Москва) за книгу «Корин».
«Территория слова»
Авторский коллектив (Волгоград) за книгу «Школьные годы сталинградцев».